# Ngụy Bảo La
Ngụy Bảo La hay Paul Wei (魏保羅, 1877–1919), là một thương gia tại Hà Bắc, Trung Quốc; trước kia ông là một thành viên của Hội truyền giáo Luân Đôn (London Missionary Society) nhưng sau khi nghiên cứu giáo hội Cơ đốc Phục lâm An Thất Nhật (Seventh Day Adventist) ông trở thành một tín đồ của giáo hội này.
Sau khi ông bị bệnh trầm trọng không có thuốc chữa, nhưng sau khi có một trưởng lão từ Tín tâm hội (Apostolic Faith Mission) đặt tay lên mình ông, ông được chữa khỏi và, do đó, trở thành một tín đồ của giáo hội này. Dưới sự chỉ đạo của mục sư Fendelson người Mỹ, ông đã được rửa chân và rất cảm động trong lễ này.
Một hôm ông đang cầu nguyện tại một nhà thờ ở Bắc Kinh, ông được báp têm của Thánh Linh và bắt đầu nói linh ngôn. Năm 1917 ông đến một sông lớn và quỳ xuống cầu nguyện và cảm thấy linh hồn được rửa tội. Sau khi tuyệt thực 39 ngày, ông khởi đầu Chân Giê-xu Giáo hội (真耶穌教會).
Sau khi truyền đạo được hai năm, ông qua đời năm 1919 và được chôn tại quê nhà.